# Nienbüttel
Nienbüttel település Németországban, Schleswig-Holstein tartományban. Lakosainak száma 131 fő (2023. december 31.).

## Népesség
A település népességének változása:
| Lakosok száma | 135  | 131  | 123  | 125  | 124  | 124  | 131  |
|               | 1975 | 2014 | 2017 | 2019 | 2021 | 2022 | 2023 |